# 哈拉曼高速鐵路
哈拉曼高速鐵路，又名麥加－麥地那高速鐵路，是沙烏地阿拉伯境內的一條高速鐵路，經由紅海港口吉達阿卜杜勒-阿齐兹国王国际机场，連接了兩個伊斯蘭聖城麥加和麥地那，全長450公里，旨在因應回教徒赴聖城朝覲，以及一般觀光客需要。該高速鐵路已於2009年開工建設，並在2018年10月11日通車。並沒有與此路線平行的傳統鐵路線行經，

## 建造經過

### 一期工程

#### 土建
由中铁十八局集团沙特工程公司 （页面存档备份，存于）、ACC(Al Arrab Contracting Company)、MASCO(Mohammed Ali Alswailem Group)三个公司组成的联合体共同承建。中铁十八局集团承担麦加至吉达段K2+000至K116+600里程内所有的铁路桥梁、新建公路桥和涵洞等结构物施工,所占比例为一期总投资的21.25%，合同金额为4.23亿美元。其中哈吉立交主线桥是麦麦高铁重点工程之一。
這也是中國企業在海外參建的世界首條穿越沙漠地帶高鐵。

#### 车站
2009 年 4 月，价值 3800 万美元的麦加、麦地那、吉达和 KAIA 车站的设计合同授予了 Foster + Partners 和 Buro Happold 的合资企业。根据 SRO（沙特铁路组织） 的说法，这些车站将 "达到最高的国际标准和规格"，其 "美学标志性 "设计将考虑到伊斯兰建筑传统。麦加和麦地那的车站将 "与圣城的宗教内涵相一致"。
2011 年 2 月，沙特 Oger 有限公司和 El Seif 工程公司的合资企业（负责KAEC（拉比）和吉达站）、沙特 Binladin 公司（负责麦加站）以及土耳其公司 "Yapi Merkezi"（负责麦地那站）获得了车站建设合同。

### 二期工程
项目第二阶段包括第一阶段未包括的其余基础设施：轨道、信号、电信、电力、电气化等。它还包括采购机车车辆以及竣工后为期 12 年的运营和维护。
通过 HHR 第 2 阶段资格预审的财团包括沙特 Binladin 集团、Badr Consortium、中国南方机车车辆集团、Al-Shoula 集团和 Al-Rajhi Alliance。
2011 年 10 月 26 日，沙特铁路组织宣布，沙特-西班牙财团 Al-Shoula Group（包括 Talgo、Renfe、Adif、Copasa、Imathia、Consultrans、Ineco、Cobra、Indra、Dimetronic、Inabensa、OHL、AL-Shoula 和 Al-Rosan）被选中签订合同。Talgo公司将提供35辆Talgo 350列车，类似于西班牙高速铁路上使用的102/112系列列车，总价12.57亿欧元（加上维护费用后共16亿欧元），并可选择再提供23辆，总价8亿欧元。这些列车与112系列列车不同，有13节车厢，座位数为417个Renfe公司和Adif公司将运营这些列车，并对线路进行为期12年的管理。
该项目原计划于 2012 年开业，比预期多花了六年时间。合同总价值为67.36亿欧元（约94亿美元）